# Мецалфенга ди Сопра (Алесандрија)
Мецалфенга ди Сопра је насеље у Италији у округу Алесандрија, региону Пијемонт.
Према процени из 2011. у насељу је живело 20 становника. Насеље се налази на надморској висини од 313 м.